# Edward Dahl
Edward Dahl (Suecia, 3 de agosto de 1886-21 de noviembre de 1961) fue un atleta sueco, especialista en la prueba de 5 millas en la que llegó a ser medallista de bronce olímpico en 1906.

## Carrera deportiva
En los JJ. OO. de Atenas 1906 ganó la medalla de bronce en las 5 millas, llegando a la meta tras el británico Henry Hawtrey (oro) y su compatriota el también sueco John Svanberg (plata).